# 螅形美丽海葵
螅形美丽海葵（学名：Calliactis polypus）为海葵的一種。分布于南非、红海、埃及、坦桑尼亚、日本以及南海西沙群岛等。
螅形美麗海葵會與寄居蟹共生，特別是柄真寄居蟹。